# Merriwether Williams
Merriwether Williams est une scénariste et productrice américaine né le 28 mars 1968. 
Elle a écrit pour les séries télévisées d'animation Castors allumés, Bob l'éponge et Camp Lazlo. Elle a également écrit trois films avec l'acteur James Franco.

## Filmographie
| Année | Titre                         | Format     | Métier                                    |
| ----- | ----------------------------- | ---------- | ----------------------------------------- |
| 1997  | Les Castors allumés           | Télévision | Éditeur histoire: Nicktoons               |
| 1997  | Les Razmoket                  | Télévision | Story consultant: Nickelodeon             |
| 1999  | Bob l'éponge (1999-2004)      | Télévision | Scénariste Éditeur de l'histoire exécutif |
| 1999  | Fashionably L.A.              | Film       | Actrice                                   |
| 2003  | Free for All                  | Télévision | Scénariste Productrice exécutive          |
| 2005  | Fool's Gold                   | Film       | Scénariste                                |
| 2005  | The Ape                       | Film       | Scénariste                                |
| 2005  | Camp Lazlo (2005-2008)        | Télévision | Scénariste                                |
| 2007  | Camp Lazlo: Where's Lazlo?    | Télévision | Histoire                                  |
| 2007  | Good Time Max                 | Film       | Scénariste                                |
| 2010  | Adventure Time (2010-2013)    | Télévision | Histoire                                  |
| 2011  | My Little Pony (2011-2013)    | Télévision | Scénariste                                |
| 2012  | Littlest Pet Shop (2012-2014) | Télévision | Scénariste                                |
| 2012  | Pound Puppies                 | Télévision | Scénariste                                |